# Rio Verde de Mato Grosso (kommun)
Rio Verde de Mato Grosso är en kommun i Brasilien.   Den ligger i delstaten Mato Grosso do Sul, i den södra delen av landet, 800 km väster om huvudstaden Brasília. Antalet invånare är 18 892.
Följande samhällen finns i Rio Verde de Mato Grosso:
- Rio Verde de Mato Grosso

Omgivningarna runt Rio Verde de Mato Grosso är huvudsakligen savann. Runt Rio Verde de Mato Grosso är det mycket glesbefolkat, med 2 invånare per kvadratkilometer.